# (36278) 2000 AG229
2000 AG229 (asteroide 36278) é um asteroide da cintura principal. Possui uma excentricidade de 0.17983480 e uma inclinação de 16.54629º.
Este asteroide foi descoberto no dia 3 de janeiro de 2000 por LINEAR em Socorro.